# Кимбро, Дэвид
Дэвид «Джуниор» Кимбро (англ. David «Junior» Kimbrough; 28 июля 1930, Хадсонвилл (невключенная территория), Миссисипи, США — 17 января 1998, Холли-Спрингс, Миссисипи, США) — американский блюзовый гитарист, вокалист и автор песен. Номинант Blues Music Awards в номинациях  «Кантри/акустический блюзовый альбом» (1995), «Исполнитель традиционного блюза» (1996). Член Зала славы блюза (2023) .

## Биография
Дэвид Кимбро родился в семье парикмахера в Хадсонвилле, рос в северной холмистой части штата Миссисипи. Его отец играл на гитаре, так что Дэвид начал осваивать инструмент в юном возрасте. По-видимому на его стиль игры оказали влияние местные исполнители Миссисипи Фред Макдауэлл и Эли Грин. Сначала Кимбро играл стандарты кантри-блюза, а также хиты того времени Литтла Милтона и Альберта Кинга. Но к концу 1950-х Дэвид Кимбро начал сочинять музыку и играть в своём собственном стиле: композиции в среднем темпе с равномерным дроном, играемым большим пальцем правой руки на басовых струнах гитары. Этот стиль впоследствии описывался как показательный пример гитарного исполнения в хилл-кантри-блюзе, традиционной музыки северной холмистой части Миссисипи . Музыка Дэвида Кимбро отличается сложными синкопами между дрон-аккомпанементом на басовых струнах и мелодиями, выдержанными в среднем по величине диапазоне нот. Его соло описывались как модальные c расслабленными проходами в среднем и высоком регистре инструмента, и по словам музыкального критика Роберта Палмера, обладали «гипнотическим эффектом». Композиции Кимбро часто полиритмичны с отсылками к традиционной африканской музыке. Эрик Дитон, бывший басист Кимбро, находил связь творчества музыканта с музыкой народности фульбе.   Журналист Тони Рассел писал что "его сырой, с изобилием повторов стиль выглядит как архаичный предшественник Джона Ли Хукера, а характер его музыки схож с характером музыки его коллеги из Северного Миссисипи Ар Эл Бёрнсайда. 
В то же время он сформировал первый состав своей группы Soul Blues Boys, и начал выступать в округе по выходным: на вечеринках, танцах и джук-джойнтах. Его группа играла на электрических инструментах, что выгодно отличало его от местных блюзменов Ар Эл Бёрнсайда и Миссисипи Фреда Макдауэлла 
В 1966 году Кимбро поехал в Мемфис, где записался на Goldwax Records, но собственник компании отказался выпускать их, посчитав музыку «слишком кантри». Они были выпущены лишь в 2009 году. Первой выпущенной записью Кимбро стала запись сингла с кавером песни «Trump» Лоуэлла Фулсона и его собственной «You Can't Leave Me». В 1970-е Кимбро мало записывался, некоторые его песни выходили на сборниках. В течение 8 лет он оставался в Мемфисе, где пел госпел в составе группы Faithful Five, но потом вернулся в Миссисипи и в блюз. В начале 1980-х он воссоздал трио Soul Blues Boys, и в 1982 году записал сингл «Keep Your Hands off Her»/«I Feel Good, Little Girl». Музыкант получил некоторое признание, его начали приглашать на блюзовые фестивали. 
После того как его выступление в одном из двух его джук-джойнтов в 1990 году появилось в документальном фильме Deep Blues: A Musical Pilgrimage to the Crossroads, ему был предложен контракт на запись. Альбом All Night Long, записанный в его джук-джойнте Junior's Place в Чулахоме с сыном Кентом Кимбро (барабаны) и сыном Ар Эл Бёрнсайда Гарри на басу привлёк внимание публики и критиков, получив 4 звезды в журнале Rolling Stone. В его джук-джойнт потянулись посетители и в их числе были например U2, Кит Ричардс, Игги Поп и Sonic Youth . Следующий альбом Sad Days, Lonely Nights номинировался в 1995 году на Blues Music Awards в категории  «Кантри/акустический блюзовый альбом», а сам Джуниор Кимбро в 1996 году на звание лучшего исполнителя традиционного блюза. Дэвид Кимбро до своей смерти успел записать ещё два студийных альбома. 
Дэвид Кимбро умер от сердечного приступа после инсульта в 1998 году в Холли-Спрингс в возрасте 67 лет. Согласно его собственному утверждению, он оставил после себя 36 детей .
Сыновья Дэвид, Кент и Роберт Кимбро также музыканты, записали ряд альбомов, как совместно, так и порознь.
«Дэвид „Джуниор“ Кимбро, возможно, самый важный блюзовый гитарист второй половины 20-го века, переопределил блюз. Подход Джуниора к музыке настолько сильно отличается от всего, что было до него, что он входит в тройку величайших блюзменов всех времен: Сон Хаус, Букка Уайт и Фред Макдауэлл. Будучи основоположником, Джуниор не просто развил определенную традицию или усовершенствовал определенный стиль. Джуниор переосмыслил блюз; он создал собственное звучание» .
«Его музыка — это низкий, повторяющийся гитарный грув, корни которого уходят не только к героям дельты Миссисипи, таким как Роберт Джонсон, Фред Макдауэлл и Букка Уайт, но и к южным рабским плантациям и завораживающему дрону разбросанных по миру африканских культур» .
Сам музыкант в интервью говорил:  «Чем дальше блюз от Миссисипи, тем хуже всё становится. Вся концепция блюза была сильно обесценена музыкой, которая сейчас в ходу. Джонни Лэнг и Кенни Уэйн Шепард? Господи, если бы они были моими детьми, я бы избил их во дворе на глазах у всех соседей. А тем временем здесь все эти ребята [играющие блюз в глубинке Миссисипи] остаются без внимания» .

## Дискография
- First Recordings (запись 1966 года, издана в 2009 году)
- All Night Long  (1992)
- Sad Days, Lonely Nights (1994)
- Do the Rump! (1997)
- Most Things Haven't Worked Out (1997)
- God Knows I Tried (1998)
- Meet Me in the City (1999)
- You Better Run: The Essential Junior Kimbrough (2002)
- Introducing Junior Kimbrough  (2021)